# Johann Friedrich Goldbeck
Johann Friedrich Goldbeck (né le 22 septembre 1748 à Insterbourg, Prusse-Orientale et mort le 9 avril 1812 à Schaaken (de), arrondissement de Königsberg, Prusse-Orientale) est un théologien protestant prussien et topographe à Königsberg

## Biographie
Johann Friedrich Goldbeck étudie d'abord à l'école provinciale latine d'Insterbourg et, de 1761 à 1764, le Collège Fridericianum de Königsberg. À partir de 1764, il étudie la théologie à l'Université de Königsberg. En 1769, il devient maître de cour d'un noble prussien, qu'il accompagne à Magdebourg en 1771. En 1772, il devient professeur à l'abbaye bénédictin de Berge, situé près de Magdebourg. Un an plus tard, il devient aumônier de campagne dans le 54e régiment d'infanterie von Rohr (de) à Graudenz. En 1783, il est nommé archiprêtre (surintendant) de la paroisse de Schaaken (de).
Après quelques publications sur des sujets théologiques et pédagogiques, Goldbeck publie ses Literarischen Nachrichten von Preußen de 1781, qui sont encore utilisés aujourd'hui et se composent de deux parties. Son œuvre la plus importante est sa Volständige Topographie des Königreichs Preußen (1785 et 1789).
Goldbeck est membre honoraire de la Société royale allemande de Königsberg.

## Travaux
- Über die Erziehung der Waisenkinder: allen wohlthätigen Fürsten und grosmüthigen Menschenfreunden gewidmet, 1781.
- Nachrichten von der königlichen Universität zu Königsberg in Preußen und den daselbst befindlichen Lehr-, Schul- und Erziehungsanstalten. Graudenz 1782 (Online, Google).
- Literarische Nachrichten von Preußen
  - Band  1, Leipzig und Dessau 1781 (Online, MDZ).
  - Band 2, Leipzig und Dessau 1783 (Online, Google)
- Volständige Topographie des Königreichs Preußen.
  - Teil I:  Topographie von Ost-Preußen, Königsberg und Leipzig  1785 (Online, Google); Volständige Topographie vom Ost-Preußischen Cammer-Departement (Online, Google); Volständige Topographie vom Littthauischen Cammer-Departement (Online, Google)
  - Teil II: Topographie von West-Preußen, Marienwerder 1789
    - Abschnitt 1: Systematischer geographischer Entwurf von West-Preußen (Online, Google);
    - Abschnitt 2: Volständige Topographie vom West-Preußischen Cammer-Departement (Online, Google)